# Jota Pegasi
Jota Pegasi (ι Peg) – gwiazda podwójna w gwiazdozbiorze Pegaza. Oddalona jest o około 38 lat świetlnych od Słońca.
Jota Pegasi A to żółto-biały karzeł typu widmowego F5V, którego jasność jest większa od jasności Słońca, a jego obserwowana wielkość gwiazdowa wynosi 3,86m. Ta gwiazda oraz słabsza od niej Jota Pegasi B, żółty karzeł typu widmowego G8V o obserwowanej wielkości gwiazdowej wynoszącej 6,36m, okrążają wspólny środek masy w czasie 10,21 dnia.
W pobliżu układu widoczna jest też gwiazda 11 wielkości, przez część źródeł również oznaczana jako Jota Pegasi B, nie jest ona jednak powiązana z tym układem.